# Neomixis tenella
El jiji común (Neomixis tenella) es una especie de ave paseriforme de la familia Cisticolidae. Es endémica de Madagascar.

## Subespecies
Se reconocen las siguientes subespecies:
- Neomixis tenella tenella
- Neomixis tenella decaryi
- Neomixis tenella orientalis
- Neomixis tenella debilis